# Tayasan
Tayasan est une localité de la province du Negros oriental, aux Philippines. En 2015, elle compte 35 470 habitants.